# Associação Desportiva Araraquara
A Associação Desportiva Araraquara, mais conhecida como ADA, é um clube brasileiro de futebol da cidade de Araraquara, no estado de São Paulo. Fundada em nove de janeiro de 1952, suas cores eram azul e branco. O clube surgiu da fusão entre Paulista Futebol Clube e São Paulo Futebol Clube, ambos de Araraquara, realizada em 1952. Foi onde surgiu o meio-campista Dudu, que jogou no Palmeiras entre os anos 1960 e 1970. 

## História
A ADA foi uma das mais tradicionais equipes da cidade. Fundada logo após a Ferroviária, grandes disputas aconteceram entre os dois times na Segunda Divisão (atual A2) de profissionais, no período de 1952 a 1955. Em 1955, a ADA foi a vice-campeã da série e seguiu para disputar o torneio dos campeões, que acabou classificando a Ferroviária para a primeira divisão (atual A1), onde esta permaneceu por longos anos. A ADA, corria sério risco de "desaparecimento", conforme consta no Jornal Folha da Manhã de 27 de agosto de 1957, o que a fez desistir do campeonato paulista da segunda divisão do referido ano.
Encontrava-se extinta até meados de 2015, até que o empresário, ex-futebolista profissional e ex-gerente de futebol Luis Henrique Caetano da Silva (conhecido como 'Gestor Luis Caetano'), que é sobrinho do ex-goleiro 'Mingão', trouxe de volta o departamento de futebol e, como foi fundador da Liga de Futebol Paulista (atual Liga de Futebol Nacional do Brasil), trouxe a 'ADA' para disputar a Taça Paulista de 2016, que foi o primeiro campeonato da Liga.

## Participações em estaduais
- Segunda Divisão (atual A2) — 5 (cinco)

1952, 1953, 1955, 1956 e 1957
- Quarta Divisão (atual Série B) — 1 (uma)

1960
- Primeira Divisão - Liga de Futebol Paulista

2016